# Сцена у трену — Театар импровизације
Сцена у трену (скраћено СУТ) је театар из Ниша који користи импровизацију као свој основни израз. Сцена у трену је настала као наследник Сцене без имена која је била активна у периоду 2017-2019. године.

## Историјат
Почеци Сцене у трену се везују за Академско позориште СКЦ када је представа под именом "Сцена без имена" под вођством Николе Јовановића, играла искључиво хуманитарне представе на сцени АП СКЦ у Нишу.
2019. године неколико чланова "Сцене без имена" одучује да се одвоји од СКЦ Ниш и покреће "Театар импровизације- Сцена у трену" који од тада наставља да наступа под тим именом. Представе се изводе два пута месечо на сцени клуба Лабиринт у Нишу уз повремена специјална извођења.

## Формат
Сцена у трену је театар импровизације по угледу на амерички ТВ шоу "Whosе line is it any way?".
Представе се састоје од 15-20 импров игара у којима глумци на лицу места импровизују сцене, песме и ситуације на основу задатака и упита које задају модератор и публика. 

#### Импровизаторске игре Сцене у трену:
Ајриш дринкинг сонг, Понови сцену, Брза промена, Сцене из шешира, СМС, Први дејт, Промени положај, Људи у покрету, Филм-тв-позориште, Највећи хитови, Помоћне руке, Азбука, Филм(синхронизација), Хоудаун, Бајка...

## Ансамбл

### Модератор
- Петар Шчепихин

### Глумци
- Душан Шчепихин
- Јелена Младеновић
- Марко Рашић
- Андрија Стојковић
- Јована Ђорђевић
- Немања Димитријевић
- Даворин Динић
- Барбара Савић

## Специјали
Поред редовних представа које се изводе два пута месечно Сцена у трену повремено организује Специјале односно специјална извођења која се од  регуларних извођења разликују по богатијем садржају који се огледа у тематским представама, специјалним гостима, новим играма и осталим забавним садржајима. 
На специјалима обично наступа и бенд сачињен од чланова Сцене у трену под именом "Јелка и украси".

## Велики специјали
Једном годишње Сцена у трену организује велике специјале на великим сценама у Нишу
| Специјал                             | Датум      | Место                               | Инфо |
| ------------------------------------ | ---------- | ----------------------------------- | --- |
| Први велики специјал                 | 2.3.2020.  | Позориште лутака Ниш                | Наталија Степановић је преузела улогу пијанисте као помоћ за музичке игре.                                                                             |
| Други велики специја                 | 15.6.2021. | Позориште лутака Ниш                | На овој представи је први пут успостављена сарадња између СУТ и Контра Денс Студија из Ниша. На клавиру је на овој представи била Јована Младеновић.   |
| Трећи велики специјал                | 10.6.2022. | Позориште лутака Ниш                | Поред Контра Денс Студија у овом специјалу су учествовала и три специјална госта: Оливер Катић, Урош Милојевић и Братислава Милић...                   |
| Четврти велики специјал              | 8.6.2023.  | Народно позориште у Нишу            | Специјал је реализован у сарадњи са Ротаракт Клубом Ниш и био је хуманитарног карактера. Гости специјала су били Цаца и Уки, водитељски пар са Тв Прва |
| Пети велики специјал (Две представе) | 19.6.2024. | Народно позориште Нишу (Мала Сцена) | Специјални гости: Контра Денс Студио, Урош Милојевић глумац, оперска певачица Драгана Молес                                                            |
| Пети велики специјал (Две представе) | 20.6.2024. | Народно позориште Нишу (Мала Сцена) | Специјални гости: Контра Денс Студио, Никола Ристић фронтмен бенда Данилов доживљај Беча, Урош Милојевић глумац                                        |

## Фестивал импровизације Сцене у Трену - СУТФЕСТ
Након што Сцени у Трену из политичких разлога није дозвољено да користи салу Позоришта лутака у Нишу , чланови Сцене су одлучили да направе тродневни СУТ фестивал који је трајао од 18. до 20. јуна 2025. године.
| Први дан 18. јун                                  | Други дан 19. јун | Трећи дан 20. јун                                     |
| ------------------------------------------------- | --- | ----------------------------------------------------- |
| 20.45 - Коктел добродошлице уз Контра Денс Студио | 19.00 - Изложба фотографија и експоната, кетеринг, дружење                                                                       | 20.45 - Коктел добродошлице уз Контра Денс Студио     |
| 21.00 - СУТ представа                             | 20.00 - Доктори за љубавне проблеме - Додела захвланица - СУТ мађионичар - Наградна игра за публику - Колективна сцене из шешира | 21.00 - СУТ представа 23.30 - СУТ бенд Јелка и Украси |
| 21.00 - СУТ представа                             | 21.30 - СУТ караоке журка | 00.30 - Ди џеј Шара                                   |

## Специјални гости
Гости који нису стални чланови ансамбла али су учествовали у Специјалима
- Иван Драјзл (стендап комичар)
- Оливер Катић (музичар и вокални инструктор)
- Урош Милојевић (глумац)
- Братислава Милић (глумица)
- Славица Љујић (глумица)
- Контра денс студио
- Наталија Степановић (глумица)
- Јована Младеновић (професорица музике)
- Милан Стојановић (новинар Н1)
- Студенти у блокади (Исидора Јовановић, Павле Анђелковић, Невена Младеновић, Мануела Јанићијевић, Уна Марковић, Неда Златковић)